# Dominantie (dier)
Dominantie is de mate van overwicht van een dier over een ander dier binnen een familiegroep. 
Bij de roodborst bijvoorbeeld, is een mannetje dominant over het wijfje en de jongen. Het tegenovergestelde van dominant is subdominant. Een subdominant dier is een dier met een onderdanige sociale positie. Bij de roodborst zijn dus het vrouwtje en de jongen subdominant aan het mannetje.

## Dominantiehiërarchie
Dominantiehiërarchie, rangorde of pikorde is het rangordesysteem in een groep.
Deze rangorde kan van simpele of gecompliceerdere aard zijn. De groep kan bijvoorbeeld slechts een leider hebben, een alfadier. Het is echter ook heel goed mogelijk dat aan het hoofd van de groep een dominant mannetje en een dominant vrouwtje staan. Nog wat gecompliceerder is de rangschikking van bepaalde groepen, zoals vaak bij apen: dominant mannetje-dominant vrouwtje-andere mannetjes-andere vrouwtjes-oudere dieren-jongere dieren. En bij kippen zal ieder dier een eigen plaats in de rangorde hebben. Er is dus niet slechts een dominante hen, maar ook een nummer twee, drie, vier en verder.

### Kippen
Bij kippen werd dit het eerst onderzocht. In een toom kippen bestaat er een duidelijke rangorde die alle vogels omvat. Ze komt tot uiting bij de voerbak of bij het kiezen van een slaapplaats. In dit geval betreft het een lineaire of rechtlijnige rangorde.
- Kip A is dominant over alle andere kippen, dat wil zeggen dat zij alle kippen die lager in rang staan mag pikken.
- Kip B over alle andere, behalve A.
- Kip C over alle andere, behalve A en B.

De kip onderaan de rangorde wordt niet alleen door alle andere gepikt, maar moet ook maar afwachten wat er aan voer overblijft. Ze is dan ook vaak ondervoed en bij voedselschaarste zal zij het eerst sterven.

## Huiskat
Aangezien huiskatten solitair zijn, speelt dominantie meestal geen rol bij hun levenswijze. Als ze echter noodgedwongen in grotere groepen bijeen zijn, bijvoorbeeld in steden of in asiels, zullen ook katten een dominantiehiërarchie ontwikkelen. Weliswaar houdt iedere kat zijn eigen plekje, maar in de concurrentie om eten en andere gunsten zal zich duidelijk een hiërarchie aftekenen waarbij meestal de grootste en sterkste kater bovenaan staat. Dit kan gezien worden als noodgedwongen gedrag ter vermijding van conflicten.